# Lepidophyma mayae
Lepidophyma mayae (маянська тропічна нічна ящірка) — вид сцинкоподібних ящірок родини нічних ящірок (Xantusiidae). Мешкає в Центральній Америці.

## Поширення і екологія
Маянські тропічні нічні ящірки мешкають у горах Сьєрра-де-лос-Кучуматанес і Сьєрра-де-Ксуканеб, а також у департаменті Петен у Гватемалі, та в горах Мая в Белізі, за деякими свідченнями також у Гондурасі та Південній Мексиці. Вони живуть у вологих тропічних і субтропічних лісах, на висоті від 100 до 800 м над рівнем моря. Ведуть нічний спосіб життя.

## Збереження
МСОП класифікує стан збереження цього виду як близький до загрозливого. Lepidophyma mayae загрожує знищення природного середовища.